# Wysokość metacentryczna

Działanie sił w czasie przechyłu statku.
G - środek ciężkości, F - środek wyporu, F_{1} - środek wyporu w czasie przechyłu, M - pozorny środek obrotu, D - siła wyporu, P - siła ciężaru jednostki pływającej, φ - kąt przechyłu, W - poziom wody przed przechyłem, W_{1} - poziom wody w czasie przechyłu

Wysokość metacentryczna – w teorii okrętu jest to odległość pozornego środka obrotu jednostki pływającej w czasie przechyłu od środka ciężkości (na rysunku odcinek GM). Wysokość metacentryczna jest podstawową wielkością określającą stateczność początkową statku (stateczność początkowa = stateczność dla małych kątów przechyłu; mały kąt przechyłu jest pojęciem względnym, gdyż odnosi się do zakresu, w którym trójkąt metacentryczny można uznać za styczny do krzywej ramion prostujących; typowo jako granicę małych kątów przechyłu przyjmuje się około 7 stopni przechyłu).
Najwyższymi wysokościami metacentrycznymi z popularnych jednostek pływających charakteryzują się lodołamacze, najniższymi holowniki. Towarzystwa klasyfikacyjne narzucają minimalną i czasami maksymalną wielkość wysokości metacentrycznej.
Zbyt mała wysokość metacentryczna oznacza, że pod działaniem małego momentu przechylającego, statek dozna dużego przechyłu (choć nie należy na tej podstawie wnioskować o możliwości przewrócenia statku, gdyż wysokość metacentryczna jest adekwatną miarą stateczności wyłącznie w zakresie małych kątów przechyłu, zaś kąt, przy którym nastąpi przewrócenie statku jest dużym kątem wychodzącym poza zakres stateczności początkowej). Przy zbyt dużej wysokości metacentrycznej na statek przechylony działa duży moment prostujący, wskutek czego statek wraca do położenia równowagi zbyt szybko, co powoduje powstanie dużych przyspieszeń i w efekcie znacznych wartości sił masowych działających na jego konstrukcję, elementy mocujące ładunek oraz jest niebezpieczne i nieprzyjemne dla pasażerów.
Typowe wartości wysokości metacentrycznej dla okrętów wojennych wynoszą 0,7–2,5 m, zaś w przypadku statków handlowych występuje duże zróżnicowanie w zależności od typu i wielkości statku; można orientacyjnie przyjąć jako typowy przedział 0,5–4,0 m, jednak poszczególne statki mogą wykazywać istotne odchylenia od tego oszacowania.